# 金澤竜二
金澤 竜二（かなざわ りゅうじ、1985年9月4日 - ）は、福島県白河市出身の競輪選手。日本競輪学校第91期生。

## 来歴
競輪学校の同期生でもある金澤幸司は双子の兄。
師匠は添田広福（競輪学校49期生）。兄・幸司の師匠は班目秀雄であり、同門ではない。
学校法人石川高等学校時代の2003年、全国高等学校総合体育大会自転車競技大会（インターハイ）の3kmインディヴィデュアル・パーシュート（3㎞個人追抜）で優勝。
2005年、競輪学校に入校。同年7月に行われた同校第1回記録会において、同校史上6人目のゴールデンキャップを獲得した。競輪学校における在校競走成績は第21位（9勝）。
2006年7月5日、大宮競輪場でデビューし、初勝利を挙げた。